# Toui à menton d'or
Brotogeris jugularis
Espèce
Statut de conservation UICN

 LC  : Préoccupation mineure
Statut CITES
Le Toui à menton d'or (Brotogeris jugularis) est une espèce d'oiseaux appartenant à la famille des Psittacidae.

## Description
Cet oiseau mesure environ 18 cm. Son plumage présente une dominante verte mais les couvertures alaires sont brunes et les rémiges bleues, cette coloration se retrouvant également sur la tête, le croupion et la queue courte et effilée. La gorge est marquée d'une nuance orangé jaunâtre. Le dessous des ailes arbore une bande jaune. Le bec et les pattes sont gris rose, les iris bruns.

## Sous-espèces
D'après la classification de référence (version 5.1, 2015) du Congrès ornithologique international, cette espèce est constituée des deux sous-espèces suivantes :
- Brotogeris jugularis jugularis ;
- Brotogeris jugularis exul caractérisé par une coloration brune sur le dos.

## Habitat
Cet oiseau peuple les savanes des plaines, les forêts galeries et les forêts primaires mais aussi les boisements des régions tropicales arides.

## Répartition
Cette espèce est très répandue dans le sud-ouest du Mexique, au Guatemala, Honduras, Nicaragua, Costa Rica, Panama, le nord de la Colombie et au Venezuela.

## Comportement
Une grande partie de l'année, cette espèce constitue des bandes bruyantes de plusieurs dizaines d'individus qui se rassemblent sur des arbres dortoirs. Elle a un vol rapide (jusqu'à 72 km/h) et direct.

## Reproduction
Les couples s'isolent pendant la période de reproduction. La femelle pond généralement quatre œufs dans le creux d'un arbre ou dans un nid de pic abandonné. L'incubation dure 22 jours. Les jeunes s'envolent entre 35 et 42 jours après leur naissance.